# Raghuva cana
Raghuva cana là một loài bướm đêm trong họ Noctuidae.